# Jean-Baptiste Pellissier
Pour les articles homonymes, voir Pellissier.
Pierre Jean-Baptiste Pellissier de Labatut (Labouffie, Montpezat-de-Quercy, 20 février 1788 - Paris, 11 décembre 1856) est un auteur dramatique et journaliste français.

## Biographie
Fils d'un avocat au parlement de Bordeaux, intendant du marquis de Saint-Alvère à Montpezat-de-Quercy (Tarn-et-Garonne), procureur-syndic puis agent national du district de Belvès (Dordogne) sous la Révolution, il devient rédacteur en chef du Mémorial universelle et rédacteur de la Revue encyclopédique (1819-1825). Sous chef du contentieux de la liste civile, secrétaire de l'administration de l'Opéra-Comique (1828), ses pièces, parfois publiées sous le pseudonyme de Laqueyrie, ont été représentées sur les plus grandes scènes parisiennes du XIXe siècle : Théâtre de la Gaîté, Théâtre de l'Opéra-Comique, Théâtre de l'Odéon, etc.
Au Musée du Louvre est exposée un médaillon en plâtre de Étienne Hippolyte Maindron, daté de 1853, le représentant.

## Œuvres
- La Leçon paternelle, comédie en 2 actes et en prose, avec Desessarts d'Ambreville et Jean-Edme Paccard, 1822
- La Fausse Clef ou les Deux Fils, mélodrame en 3 actes, avec Frédéric Dupetit-Méré, 1823
- Les Mariages écossais, vaudeville en 1 acte, 1823
- Œuvres choisies de Desportes, Bertaut et Régnier, précédées de notices historiques et critiques sur ces poètes et suivies d'un vocabulaire, Firmin-Didot, 1823
- Le Cousin Ratine, ou le Repas de noce, folie-vaudeville en 1 acte, mêlée de couplets, avec Hubert, 1824
- La Forêt de Bondi, ou la Fausse Peur, comédie en 1 acte et en prose, 1824
- Le Mulâtre et l'Africaine, mélodrame en 3 actes, à spectacle, avec Dupetit-Méré, 1824
- Blaisot, ou la Leçon d'amour, tableau villageois en 1 acte, avec Joseph Desessarts d'Ambreville, 1825
- Le Moulin des étangs, mélodrame en 4 actes, avec Dupetit-Méré, 1826
- Le Duel, drame lyrique en 3 actes, avec Desessarts d'Ambreville, 1826
- Monsieur et Madame, ou les Morts pour rire, folie-vaudeville en 1 acte, avec Hubert et Eugène Hyacinthe Laffillard, 1826
- La Somnambule au Pont-aux-Choux, avec Charles Hubert, 1827
- Louise, drame en 3 actes et en prose, avec, 1827
- Nelly ou la Fille bannie, mélodrame en 3 actes, 1827
- Sangarido, opéra-comique en un acte, avec Eugène de Planard, 1827
- Guillaume Tell, drame lyrique en 3 actes, musique de André Ernest Modeste Grétry, 1828
- La Peste de Marseille, mélodrame historique en 3 actes et à grand spectacle, avec René Charles Guilbert de Pixérécourt, 1828
- Les Deux Mirabeau, vaudeville anecdotique en 1 acte, 1831
- Médicis et Machiavel, drame en 3 actes, 1831
- La Dame du Louvre, drame historique en 4 actes et en prose, musique d'Alexandre Piccinni, 1832
- Le Soldat et le Vigneron, vaudeville en un acte, 1832
- Léonard, drame en 4 actes, 1834
- Œuvres choisies de Régnier, précédées d'une notice historique et critique sur ce poète et suivies d'un vocabulaire, Masson, 1836
- L'Abeille poétique du XIXe siècle, ou Choix de poésies, 1852